# Liste des planètes mineures (535001-536000)
Voici la liste des planètes mineures numérotées de 535001 à 536000. Les planètes mineures sont numérotées lorsque leur orbite est confirmée, ce qui peut parfois se produire longtemps après leur découverte. Elles sont classées ici par leur numéro.

## Planètes mineures 535001 à 536000
- (535001) 2014 WK481
- (535002) 2014 WH484
- (535003) 2014 WW485
- (535004) 2014 WQ487
- (535005) 2014 WX489
- (535006) 2014 WR491
- (535007) 2014 WW492
- (535008) 2014 WJ493
- (535009) 2014 WS493
- (535010) 2014 WA494
- (535011) 2014 WP495
- (535012) 2014 WQ498
- (535013) 2014 WX498
- (535014) 2014 WQ504
- (535015) 2014 WW505
- (535016) 2014 WD506
- (535017) 2014 WY508
- (535018) 2014 WA509
- (535019) 2014 WE509
- (535020) 2014 WG509
- (535021) 2014 WL509
- (535022) 2014 WN509
- (535023) 2014 WO509
- (535024) 2014 WR509
- (535025) 2014 WT509
- (535026) 2014 WV509
- (535027) 2014 WY509
- (535028) 2014 WA510
- (535029) 2014 WG510
- (535030) 2014 WJ510
- (535031) 2014 WL510
- (535032) 2014 WP510
- (535033) 2014 WN511
- (535034) 2014 WN514
- (535035) 2014 WZ514
- (535036) 2014 WJ515
- (535037) 2014 WK515
- (535038) 2014 WM515
- (535039) 2014 WP515
- (535040) 2014 WR515
- (535041) 2014 WS515
- (535042) 2014 WX515
- (535043) 2014 WA516
- (535044) 2014 WB516
- (535045) 2014 WC516
- (535046) 2014 WD516
- (535047) 2014 WF516
- (535048) 2014 WJ516
- (535049) 2014 WK516
- (535050) 2014 WW516
- (535051) 2014 WX516
- (535052) 2014 WZ516
- (535053) 2014 WB517
- (535054) 2014 WC517
- (535055) 2014 WD517
- (535056) 2014 WE517
- (535057) 2014 WF517
- (535058) 2014 WG517
- (535059) 2014 WS517
- (535060) 2014 WV517
- (535061) 2014 WY517
- (535062) 2014 WF518
- (535063) 2014 WH518
- (535064) 2014 WJ518
- (535065) 2014 WK518
- (535066) 2014 WL518
- (535067) 2014 WM518
- (535068) 2014 WR518
- (535069) 2014 WS518
- (535070) 2014 WC520
- (535071) 2014 WU520
- (535072) 2014 WW520
- (535073) 2014 WY520
- (535074) 2014 WF521
- (535075) 2014 WH521
- (535076) 2014 WL521
- (535077) 2014 WQ521
- (535078) 2014 WT521
- (535079) 2014 WU521
- (535080) 2014 WX521
- (535081) 2014 WA522
- (535082) 2014 WB522
- (535083) 2014 WK522
- (535084) 2014 WQ522
- (535085) 2014 WV523
- (535086) 2014 WD524
- (535087) 2014 WL524
- (535088) 2014 WB525
- (535089) 2014 WM525
- (535090) 2014 WN525
- (535091) 2014 WV525
- (535092) 2014 WK526
- (535093) 2014 WR526
- (535094) 2014 WV526
- (535095) 2014 WF527
- (535096) 2014 WH527
- (535097) 2014 WL527
- (535098) 2014 WP527
- (535099) 2014 WZ527
- (535100) 2014 WH528
- (535101) 2014 WQ528
- (535102) 2014 WT528
- (535103) 2014 WD529
- (535104) 2014 WF529
- (535105) 2014 WT529
- (535106) 2014 WV529
- (535107) 2014 WX529
- (535108) 2014 WH530
- (535109) 2014 WT530
- (535110) 2014 WV530
- (535111) 2014 WZ530
- (535112) 2014 WP531
- (535113) 2014 WV531
- (535114) 2014 WA532
- (535115) 2014 WD532
- (535116) 2014 WH532
- (535117) 2014 WM532
- (535118) 2014 WP532
- (535119) 2014 WR532
- (535120) 2014 WX532
- (535121) 2014 WY532
- (535122) 2014 WZ532
- (535123) 2014 WC533
- (535124) 2014 WD533
- (535125) 2014 WE533
- (535126) 2014 WT533
- (535127) 2014 WU533
- (535128) 2014 WV533
- (535129) 2014 WY533
- (535130) 2014 WC534
- (535131) 2014 WG534
- (535132) 2014 WH534
- (535133) 2014 WK534
- (535134) 2014 WM534
- (535135) 2014 WS534
- (535136) 2014 WU534
- (535137) 2014 WY534
- (535138) 2014 WF535
- (535139) 2014 WH535
- (535140) 2014 WJ535
- (535141) 2014 WK535
- (535142) 2014 WP535
- (535143) 2014 WQ535
- (535144) 2014 XC
- (535145) 2014 XM4
- (535146) 2014 XU4
- (535147) 2014 XA5
- (535148) 2014 XR6
- (535149) 2014 XJ8
- (535150) 2014 XB12
- (535151) 2014 XV17
- (535152) 2014 XM18
- (535153) 2014 XT20
- (535154) 2014 XZ25
- (535155) 2014 XH27
- (535156) 2014 XS27
- (535157) 2014 XY30
- (535158) 2014 XZ30
- (535159) 2014 XL32
- (535160) 2014 XF36
- (535161) 2014 XY36
- (535162) 2014 XF38
- (535163) 2014 XH39
- (535164) 2014 XJ39
- (535165) 2014 XR39
- (535166) 2014 XY39
- (535167) 2014 XT40
- (535168) 2014 XU40
- (535169) 2014 XX40
- (535170) 2014 XY41
- (535171) 2014 XD42
- (535172) 2014 XP42
- (535173) 2014 XQ42
- (535174) 2014 XR42
- (535175) 2014 XS42
- (535176) 2014 XA43
- (535177) 2014 XJ43
- (535178) 2014 XK43
- (535179) 2014 XO43
- (535180) 2014 XP43
- (535181) 2014 XV43
- (535182) 2014 XZ43
- (535183) 2014 XB44
- (535184) 2014 XD44
- (535185) 2014 XH44
- (535186) 2014 YL3
- (535187) 2014 YR3
- (535188) 2014 YS4
- (535189) 2014 YH6
- (535190) 2014 YU6
- (535191) 2014 YX6
- (535192) 2014 YN7
- (535193) 2014 YR7
- (535194) 2014 YV7
- (535195) 2014 YY7
- (535196) 2014 YC8
- (535197) 2014 YM8
- (535198) 2014 YJ10
- (535199) 2014 YZ10
- (535200) 2014 YR11
- (535201) 2014 YB12
- (535202) 2014 YT12
- (535203) 2014 YJ15
- (535204) 2014 YF16
- (535205) 2014 YR18
- (535206) 2014 YM21
- (535207) 2014 YU21
- (535208) 2014 YQ23
- (535209) 2014 YV23
- (535210) 2014 YW23
- (535211) 2014 YD24
- (535212) 2014 YB28
- (535213) 2014 YZ28
- (535214) 2014 YC29
- (535215) 2014 YY30
- (535216) 2014 YH31
- (535217) 2014 YN32
- (535218) 2014 YK38
- (535219) 2014 YX42
- (535220) 2014 YC43
- (535221) 2014 YN44
- (535222) 2014 YZ44
- (535223) 2014 YL45
- (535224) 2014 YR46
- (535225) 2014 YH47
- (535226) 2014 YV47
- (535227) 2014 YS49
- (535228) 2014 YE50
- (535229) 2014 YG50
- (535230) 2014 YH50
- (535231) 2014 YJ50
- (535232) 2014 YO51
- (535233) 2014 YO53
- (535234) 2014 YP53
- (535235) 2014 YQ53
- (535236) 2014 YT53
- (535237) 2014 YY53
- (535238) 2014 YA54
- (535239) 2014 YE54
- (535240) 2014 YG54
- (535241) 2014 YK54
- (535242) 2014 YM54
- (535243) 2014 YN54
- (535244) 2014 YO54
- (535245) 2014 YP54
- (535246) 2014 YQ54
- (535247) 2014 YR54
- (535248) 2014 YU54
- (535249) 2014 YW54
- (535250) 2014 YA55
- (535251) 2014 YD55
- (535252) 2014 YG55
- (535253) 2014 YK55
- (535254) 2014 YM55
- (535255) 2014 YN55
- (535256) 2014 YP55
- (535257) 2014 YU55
- (535258) 2014 YW55
- (535259) 2014 YJ56
- (535260) 2014 YK56
- (535261) 2014 YP56
- (535262) 2014 YV56
- (535263) 2014 YW56
- (535264) 2014 YX56
- (535265) 2014 YC57
- (535266) 2014 YE57
- (535267) 2014 YG57
- (535268) 2014 YH57
- (535269) 2014 YL57
- (535270) 2014 YN57
- (535271) 2014 YO57
- (535272) 2014 YP57
- (535273) 2014 YR57
- (535274) 2014 YT57
- (535275) 2014 YE58
- (535276) 2014 YG58
- (535277) 2014 YM58
- (535278) 2014 YN58
- (535279) 2014 YR58
- (535280) 2014 YW58
- (535281) 2014 YM59
- (535282) 2014 YW59
- (535283) 2014 YD60
- (535284) 2014 YF60
- (535285) 2014 YY60
- (535286) 2014 YD61
- (535287) 2014 YN61
- (535288) 2014 YP61
- (535289) 2014 YS61
- (535290) 2014 YY61
- (535291) 2014 YZ61
- (535292) 2014 YJ62
- (535293) 2014 YN62
- (535294) 2014 YW62
- (535295) 2014 YX62
- (535296) 2014 YE63
- (535297) 2014 YH63
- (535298) 2014 YJ63
- (535299) 2014 YK63
- (535300) 2014 YP63
- (535301) 2014 YQ63
- (535302) 2014 YV63
- (535303) 2014 YB64
- (535304) 2014 YJ64
- (535305) 2014 YK64
- (535306) 2015 AV
- (535307) 2015 AB1
- (535308) 2015 AC2
- (535309) 2015 AH2
- (535310) 2015 AR2
- (535311) 2015 AN5
- (535312) 2015 AW5
- (535313) 2015 AO6
- (535314) 2015 AK10
- (535315) 2015 AL10
- (535316) 2015 AV10
- (535317) 2015 AZ10
- (535318) 2015 AS12
- (535319) 2015 AD14
- (535320) 2015 AE14
- (535321) 2015 AN14
- (535322) 2015 AQ16
- (535323) 2015 AR16
- (535324) 2015 AH17
- (535325) 2015 AA18
- (535326) 2015 AK18
- (535327) 2015 AZ19
- (535328) 2015 AF20
- (535329) 2015 AG29
- (535330) 2015 AW30
- (535331) 2015 AD34
- (535332) 2015 AZ34
- (535333) 2015 AX35
- (535334) 2015 AO37
- (535335) 2015 AQ38
- (535336) 2015 AL39
- (535337) 2015 AR39
- (535338) 2015 AP40
- (535339) 2015 AB41
- (535340) 2015 AF41
- (535341) 2015 AH41
- (535342) 2015 AF49
- (535343) 2015 AX49
- (535344) 2015 AV52
- (535345) 2015 AX52
- (535346) 2015 AC59
- (535347) 2015 AX59
- (535348) 2015 AZ62
- (535349) 2015 AO63
- (535350) 2015 AW64
- (535351) 2015 AQ67
- (535352) 2015 AL68
- (535353) Antoniwilk
- (535354) 2015 AA69
- (535355) 2015 AK70
- (535356) 2015 AU73
- (535357) 2015 AV75
- (535358) 2015 AH76
- (535359) 2015 AR79
- (535360) 2015 AQ80
- (535361) 2015 AG81
- (535362) 2015 AS85
- (535363) 2015 AU85
- (535364) 2015 AZ85
- (535365) 2015 AF94
- (535366) 2015 AW97
- (535367) 2015 AM102
- (535368) 2015 AL106
- (535369) 2015 AX107
- (535370) 2015 AQ110
- (535371) 2015 AG111
- (535372) 2015 AW111
- (535373) 2015 AC121
- (535374) 2015 AY121
- (535375) 2015 AG123
- (535376) 2015 AX126
- (535377) 2015 AP131
- (535378) 2015 AW131
- (535379) 2015 AX132
- (535380) 2015 AG133
- (535381) 2015 AZ135
- (535382) 2015 AK138
- (535383) 2015 AE146
- (535384) 2015 AO149
- (535385) 2015 AP151
- (535386) 2015 AZ151
- (535387) 2015 AC152
- (535388) 2015 AV152
- (535389) 2015 AM154
- (535390) 2015 AR155
- (535391) 2015 AP157
- (535392) 2015 AF162
- (535393) 2015 AP162
- (535394) 2015 AJ166
- (535395) 2015 AB168
- (535396) 2015 AO169
- (535397) 2015 AK174
- (535398) 2015 AE176
- (535399) 2015 AU176
- (535400) 2015 AG177
- (535401) 2015 AG178
- (535402) 2015 AZ178
- (535403) 2015 AR179
- (535404) 2015 AB182
- (535405) 2015 AK183
- (535406) 2015 AV185
- (535407) 2015 AD196
- (535408) 2015 AV196
- (535409) 2015 AH199
- (535410) 2015 AO202
- (535411) 2015 AQ205
- (535412) 2015 AU205
- (535413) 2015 AP207
- (535414) 2015 AW207
- (535415) 2015 AX207
- (535416) 2015 AM211
- (535417) 2015 AU213
- (535418) 2015 AH216
- (535419) 2015 AD219
- (535420) 2015 AW223
- (535421) 2015 AA224
- (535422) 2015 AG234
- (535423) 2015 AO235
- (535424) 2015 AK236
- (535425) 2015 AD239
- (535426) 2015 AG239
- (535427) 2015 AH239
- (535428) 2015 AU239
- (535429) 2015 AK241
- (535430) 2015 AD244
- (535431) 2015 AM244
- (535432) 2015 AA245
- (535433) 2015 AJ246
- (535434) 2015 AM246
- (535435) 2015 AG251
- (535436) 2015 AW253
- (535437) 2015 AB254
- (535438) 2015 AP254
- (535439) 2015 AA255
- (535440) 2015 AS257
- (535441) 2015 AX258
- (535442) 2015 AO260
- (535443) 2015 AR262
- (535444) 2015 AY262
- (535445) 2015 AH263
- (535446) 2015 AH264
- (535447) 2015 AO264
- (535448) 2015 AS264
- (535449) 2015 AE265
- (535450) 2015 AW266
- (535451) 2015 AV269
- (535452) 2015 AL273
- (535453) 2015 AA274
- (535454) 2015 AB274
- (535455) 2015 AD275
- (535456) 2015 AK275
- (535457) 2015 AP276
- (535458) 2015 AQ276
- (535459) 2015 AT276
- (535460) 2015 AJ277
- (535461) 2015 AM277
- (535462) 2015 AX277
- (535463) 2015 AS279
- (535464) 2015 AU279
- (535465) 2015 AG280
- (535466) 2015 AK281
- (535467) 2015 AT282
- (535468) 2015 AA283
- (535469) 2015 AC283
- (535470) 2015 AH283
- (535471) 2015 AJ283
- (535472) 2015 AL283
- (535473) 2015 AM283
- (535474) 2015 AN283
- (535475) 2015 AP283
- (535476) 2015 AQ283
- (535477) 2015 AS283
- (535478) 2015 AT283
- (535479) 2015 AU283
- (535480) 2015 AV283
- (535481) 2015 AW283
- (535482) 2015 AY283
- (535483) 2015 AA284
- (535484) 2015 AF284
- (535485) 2015 AH284
- (535486) 2015 AO284
- (535487) 2015 AA285
- (535488) 2015 AF285
- (535489) 2015 AL286
- (535490) 2015 AS286
- (535491) 2015 AT286
- (535492) 2015 AA287
- (535493) 2015 AE287
- (535494) 2015 AF287
- (535495) 2015 AO287
- (535496) 2015 AX287
- (535497) 2015 AA288
- (535498) 2015 AE288
- (535499) 2015 AG289
- (535500) 2015 AJ289
- (535501) 2015 AD292
- (535502) 2015 AJ293
- (535503) 2015 BJ1
- (535504) 2015 BK3
- (535505) 2015 BN5
- (535506) 2015 BX5
- (535507) 2015 BG6
- (535508) 2015 BV8
- (535509) 2015 BV9
- (535510) 2015 BA10
- (535511) 2015 BJ11
- (535512) 2015 BK11
- (535513) 2015 BO11
- (535514) 2015 BT13
- (535515) 2015 BF15
- (535516) 2015 BG15
- (535517) 2015 BZ15
- (535518) 2015 BX16
- (535519) 2015 BN17
- (535520) 2015 BU17
- (535521) 2015 BZ17
- (535522) 2015 BJ19
- (535523) 2015 BX20
- (535524) 2015 BT22
- (535525) 2015 BF23
- (535526) 2015 BN23
- (535527) 2015 BR24
- (535528) 2015 BV25
- (535529) 2015 BL26
- (535530) 2015 BQ26
- (535531) 2015 BC27
- (535532) 2015 BD27
- (535533) 2015 BV27
- (535534) 2015 BF28
- (535535) 2015 BV28
- (535536) 2015 BD30
- (535537) 2015 BM30
- (535538) 2015 BQ30
- (535539) 2015 BP33
- (535540) 2015 BN34
- (535541) 2015 BE35
- (535542) 2015 BN35
- (535543) 2015 BR35
- (535544) 2015 BS35
- (535545) 2015 BC36
- (535546) 2015 BN36
- (535547) 2015 BS36
- (535548) 2015 BY36
- (535549) 2015 BU37
- (535550) 2015 BP38
- (535551) 2015 BJ39
- (535552) 2015 BO40
- (535553) 2015 BY40
- (535554) 2015 BM41
- (535555) 2015 BJ42
- (535556) 2015 BV44
- (535557) 2015 BW45
- (535558) 2015 BN54
- (535559) 2015 BR54
- (535560) 2015 BS54
- (535561) 2015 BB55
- (535562) 2015 BJ56
- (535563) 2015 BL56
- (535564) 2015 BX56
- (535565) 2015 BY57
- (535566) 2015 BH58
- (535567) 2015 BC60
- (535568) 2015 BE60
- (535569) 2015 BF60
- (535570) 2015 BJ60
- (535571) 2015 BN60
- (535572) 2015 BV62
- (535573) 2015 BB64
- (535574) 2015 BC64
- (535575) 2015 BD64
- (535576) 2015 BQ64
- (535577) 2015 BR64
- (535578) 2015 BE65
- (535579) 2015 BL65
- (535580) 2015 BP65
- (535581) 2015 BZ65
- (535582) 2015 BD66
- (535583) 2015 BG67
- (535584) 2015 BJ67
- (535585) 2015 BR67
- (535586) 2015 BB68
- (535587) 2015 BO68
- (535588) 2015 BP69
- (535589) 2015 BA72
- (535590) 2015 BC72
- (535591) 2015 BV72
- (535592) 2015 BL73
- (535593) 2015 BG75
- (535594) 2015 BJ75
- (535595) 2015 BY75
- (535596) 2015 BP77
- (535597) 2015 BC78
- (535598) 2015 BD78
- (535599) 2015 BH78
- (535600) 2015 BF79
- (535601) 2015 BO80
- (535602) 2015 BG82
- (535603) 2015 BJ82
- (535604) 2015 BK85
- (535605) 2015 BT85
- (535606) 2015 BU85
- (535607) 2015 BJ86
- (535608) 2015 BM86
- (535609) 2015 BV86
- (535610) 2015 BE87
- (535611) 2015 BG87
- (535612) 2015 BJ87
- (535613) 2015 BN87
- (535614) 2015 BQ87
- (535615) 2015 BF89
- (535616) 2015 BL90
- (535617) 2015 BN90
- (535618) 2015 BX90
- (535619) 2015 BJ91
- (535620) 2015 BL91
- (535621) 2015 BN91
- (535622) 2015 BS97
- (535623) 2015 BY97
- (535624) 2015 BB98
- (535625) 2015 BC98
- (535626) 2015 BJ99
- (535627) 2015 BU99
- (535628) 2015 BJ100
- (535629) 2015 BN100
- (535630) 2015 BO101
- (535631) 2015 BP101
- (535632) 2015 BD102
- (535633) 2015 BF104
- (535634) 2015 BZ104
- (535635) 2015 BR106
- (535636) 2015 BG107
- (535637) 2015 BO107
- (535638) 2015 BT107
- (535639) 2015 BE108
- (535640) 2015 BT108
- (535641) 2015 BL109
- (535642) 2015 BY111
- (535643) 2015 BW112
- (535644) 2015 BV113
- (535645) 2015 BZ116
- (535646) 2015 BL117
- (535647) 2015 BN118
- (535648) 2015 BE119
- (535649) 2015 BO119
- (535650) 2015 BR119
- (535651) 2015 BV119
- (535652) 2015 BO120
- (535653) 2015 BR120
- (535654) 2015 BX120
- (535655) 2015 BV121
- (535656) 2015 BT122
- (535657) 2015 BD124
- (535658) 2015 BT129
- (535659) 2015 BV129
- (535660) 2015 BK130
- (535661) 2015 BR130
- (535662) 2015 BW131
- (535663) 2015 BB132
- (535664) 2015 BO132
- (535665) 2015 BQ133
- (535666) 2015 BV133
- (535667) 2015 BC136
- (535668) 2015 BR138
- (535669) 2015 BV138
- (535670) 2015 BK140
- (535671) 2015 BE141
- (535672) 2015 BM141
- (535673) 2015 BD142
- (535674) 2015 BE142
- (535675) 2015 BN143
- (535676) 2015 BU146
- (535677) 2015 BX146
- (535678) 2015 BO147
- (535679) 2015 BB148
- (535680) 2015 BX149
- (535681) 2015 BA150
- (535682) 2015 BC150
- (535683) 2015 BW150
- (535684) 2015 BE151
- (535685) 2015 BY152
- (535686) 2015 BM153
- (535687) 2015 BS153
- (535688) 2015 BX155
- (535689) 2015 BK156
- (535690) 2015 BS156
- (535691) 2015 BB157
- (535692) 2015 BD157
- (535693) 2015 BQ166
- (535694) 2015 BW167
- (535695) 2015 BP169
- (535696) 2015 BR169
- (535697) 2015 BQ173
- (535698) 2015 BL174
- (535699) 2015 BF175
- (535700) 2015 BK175
- (535701) 2015 BT175
- (535702) 2015 BE179
- (535703) 2015 BQ179
- (535704) 2015 BU179
- (535705) 2015 BN180
- (535706) 2015 BP181
- (535707) 2015 BF182
- (535708) 2015 BM182
- (535709) 2015 BM184
- (535710) 2015 BK185
- (535711) 2015 BK186
- (535712) 2015 BN186
- (535713) 2015 BC187
- (535714) 2015 BP188
- (535715) 2015 BV188
- (535716) 2015 BY188
- (535717) 2015 BE194
- (535718) 2015 BC197
- (535719) 2015 BH200
- (535720) 2015 BM201
- (535721) 2015 BV201
- (535722) 2015 BF202
- (535723) 2015 BF203
- (535724) 2015 BJ205
- (535725) 2015 BJ206
- (535726) 2015 BR206
- (535727) 2015 BZ208
- (535728) 2015 BC210
- (535729) 2015 BZ210
- (535730) 2015 BK211
- (535731) 2015 BW211
- (535732) 2015 BV212
- (535733) 2015 BS215
- (535734) 2015 BC219
- (535735) 2015 BK220
- (535736) 2015 BT220
- (535737) 2015 BU220
- (535738) 2015 BJ222
- (535739) 2015 BM226
- (535740) 2015 BW226
- (535741) 2015 BF229
- (535742) 2015 BL230
- (535743) 2015 BG231
- (535744) 2015 BV232
- (535745) 2015 BB234
- (535746) 2015 BM239
- (535747) 2015 BM240
- (535748) 2015 BP241
- (535749) 2015 BD242
- (535750) 2015 BF243
- (535751) 2015 BM243
- (535752) 2015 BE244
- (535753) 2015 BK244
- (535754) 2015 BM245
- (535755) 2015 BM247
- (535756) 2015 BD248
- (535757) 2015 BN248
- (535758) 2015 BL249
- (535759) 2015 BB250
- (535760) 2015 BP250
- (535761) 2015 BE251
- (535762) 2015 BM251
- (535763) 2015 BT252
- (535764) 2015 BY252
- (535765) 2015 BB253
- (535766) 2015 BK253
- (535767) 2015 BX253
- (535768) 2015 BF255
- (535769) Klimkovsky
- (535770) 2015 BV256
- (535771) 2015 BE257
- (535772) 2015 BZ257
- (535773) 2015 BE258
- (535774) 2015 BG258
- (535775) 2015 BA259
- (535776) 2015 BD259
- (535777) 2015 BF259
- (535778) 2015 BG259
- (535779) 2015 BV259
- (535780) 2015 BY259
- (535781) 2015 BY260
- (535782) 2015 BU261
- (535783) 2015 BA262
- (535784) 2015 BD262
- (535785) 2015 BG262
- (535786) 2015 BK263
- (535787) 2015 BO263
- (535788) 2015 BS263
- (535789) 2015 BV263
- (535790) 2015 BC264
- (535791) 2015 BF264
- (535792) 2015 BR264
- (535793) 2015 BC266
- (535794) 2015 BR268
- (535795) 2015 BT268
- (535796) 2015 BK269
- (535797) 2015 BS269
- (535798) 2015 BX270
- (535799) 2015 BB274
- (535800) 2015 BE275
- (535801) 2015 BQ275
- (535802) 2015 BW275
- (535803) 2015 BM276
- (535804) 2015 BM277
- (535805) 2015 BV278
- (535806) 2015 BA281
- (535807) 2015 BR281
- (535808) 2015 BO283
- (535809) 2015 BR283
- (535810) 2015 BV284
- (535811) 2015 BG287
- (535812) 2015 BW287
- (535813) 2015 BC292
- (535814) 2015 BJ292
- (535815) 2015 BE293
- (535816) 2015 BE295
- (535817) 2015 BF295
- (535818) 2015 BK296
- (535819) 2015 BF298
- (535820) 2015 BF299
- (535821) 2015 BT299
- (535822) 2015 BC300
- (535823) 2015 BR300
- (535824) 2015 BT300
- (535825) 2015 BV300
- (535826) 2015 BH301
- (535827) 2015 BM301
- (535828) 2015 BR301
- (535829) 2015 BF302
- (535830) 2015 BG302
- (535831) 2015 BN302
- (535832) 2015 BD303
- (535833) 2015 BM303
- (535834) 2015 BT303
- (535835) 2015 BH304
- (535836) 2015 BJ304
- (535837) 2015 BQ304
- (535838) 2015 BC305
- (535839) 2015 BN305
- (535840) 2015 BN306
- (535841) 2015 BR307
- (535842) 2015 BT307
- (535843) 2015 BT308
- (535844) 2015 BY310
- (535845) 2015 BR311
- (535846) 2015 BL312
- (535847) 2015 BO312
- (535848) 2015 BO313
- (535849) 2015 BE314
- (535850) 2015 BF314
- (535851) 2015 BZ317
- (535852) 2015 BE320
- (535853) 2015 BG321
- (535854) 2015 BC322
- (535855) 2015 BX322
- (535856) 2015 BH323
- (535857) 2015 BL327
- (535858) 2015 BQ327
- (535859) 2015 BJ329
- (535860) 2015 BT329
- (535861) 2015 BM331
- (535862) 2015 BP331
- (535863) 2015 BF333
- (535864) 2015 BT333
- (535865) 2015 BX334
- (535866) 2015 BV335
- (535867) 2015 BY335
- (535868) 2015 BZ335
- (535869) 2015 BU339
- (535870) 2015 BA341
- (535871) 2015 BU341
- (535872) 2015 BN346
- (535873) 2015 BP346
- (535874) 2015 BY346
- (535875) 2015 BG349
- (535876) 2015 BJ349
- (535877) 2015 BL349
- (535878) 2015 BD352
- (535879) 2015 BF352
- (535880) 2015 BM352
- (535881) 2015 BN353
- (535882) 2015 BO353
- (535883) 2015 BT353
- (535884) 2015 BB354
- (535885) 2015 BG354
- (535886) 2015 BU354
- (535887) 2015 BN355
- (535888) 2015 BQ355
- (535889) 2015 BS356
- (535890) 2015 BG359
- (535891) 2015 BN361
- (535892) 2015 BS363
- (535893) 2015 BO365
- (535894) 2015 BZ368
- (535895) 2015 BG371
- (535896) 2015 BY378
- (535897) 2015 BM379
- (535898) 2015 BT383
- (535899) 2015 BB387
- (535900) 2015 BQ393
- (535901) 2015 BD397
- (535902) 2015 BU407
- (535903) 2015 BR408
- (535904) 2015 BX410
- (535905) 2015 BD411
- (535906) 2015 BP413
- (535907) 2015 BU414
- (535908) 2015 BP415
- (535909) 2015 BT418
- (535910) 2015 BO421
- (535911) 2015 BC422
- (535912) 2015 BS425
- (535913) 2015 BD429
- (535914) 2015 BE429
- (535915) 2015 BW430
- (535916) 2015 BH431
- (535917) 2015 BN431
- (535918) 2015 BT431
- (535919) 2015 BJ432
- (535920) 2015 BK432
- (535921) 2015 BQ433
- (535922) 2015 BS434
- (535923) 2015 BX435
- (535924) 2015 BE437
- (535925) 2015 BO437
- (535926) 2015 BC439
- (535927) 2015 BJ440
- (535928) 2015 BM440
- (535929) 2015 BV440
- (535930) 2015 BB441
- (535931) 2015 BC441
- (535932) 2015 BZ441
- (535933) 2015 BK442
- (535934) 2015 BO442
- (535935) 2015 BS442
- (535936) 2015 BV442
- (535937) 2015 BJ443
- (535938) 2015 BX443
- (535939) 2015 BD444
- (535940) 2015 BG444
- (535941) 2015 BP444
- (535942) 2015 BD445
- (535943) 2015 BF445
- (535944) 2015 BG445
- (535945) 2015 BU445
- (535946) 2015 BL446
- (535947) 2015 BQ446
- (535948) 2015 BW446
- (535949) 2015 BH449
- (535950) 2015 BW449
- (535951) 2015 BY450
- (535952) 2015 BV451
- (535953) 2015 BE453
- (535954) 2015 BL453
- (535955) 2015 BM453
- (535956) 2015 BF454
- (535957) 2015 BW457
- (535958) 2015 BL458
- (535959) 2015 BK459
- (535960) 2015 BW462
- (535961) 2015 BL465
- (535962) 2015 BH466
- (535963) 2015 BL466
- (535964) 2015 BF467
- (535965) 2015 BZ467
- (535966) 2015 BC468
- (535967) 2015 BH468
- (535968) 2015 BM468
- (535969) 2015 BS468
- (535970) 2015 BU468
- (535971) 2015 BC469
- (535972) 2015 BF469
- (535973) 2015 BY472
- (535974) 2015 BX477
- (535975) 2015 BY484
- (535976) 2015 BH485
- (535977) 2015 BS493
- (535978) 2015 BC496
- (535979) 2015 BM496
- (535980) 2015 BR499
- (535981) 2015 BV499
- (535982) 2015 BB502
- (535983) 2015 BL507
- (535984) 2015 BK513
- (535985) 2015 BF515
- (535986) 2015 BN518
- (535987) 2015 BO518
- (535988) 2015 BU518
- (535989) 2015 BV518
- (535990) 2015 BW518
- (535991) 2015 BD519
- (535992) 2015 BF519
- (535993) 2015 BG519
- (535994) 2015 BH519
- (535995) 2015 BK529
- (535996) 2015 BT529
- (535997) 2015 BX529
- (535998) 2015 BY529
- (535999) 2015 BU530
- (536000) 2015 BH531